# Гирслебен
Гирслебен (њем. Giersleben) општина је у њемачкој савезној држави Саксонија-Анхалт. Једно је од 21 општинског средишта округа Салцланд. Према процјени из 2010. у општини је живјело 1.103 становника. Посједује регионалну шифру (AGS) 15089130.

## Географски и демографски подаци
Гирслебен се налази у савезној држави Саксонија-Анхалт у округу Салцланд. Општина се налази на надморској висини од 128 метара. Површина општине износи 20,1 km². У самом мјесту је, према процјени из 2010. године, живјело 1.103 становника. Просјечна густина становништва износи 55 становника/km².

## Међународна сарадња
| Мјесто  | Држава    | Врста сарадње | Од    |
| ------- | --------- | ------------- | ----- |
| Керава  | Финска    | контакт       | 2009. |
|         | Словачка  | партнерство   | 2002. |
|         | Финска    | контакт       | 2000. |
| Лил     | Француска | контакт       | 2000. |
| Кордоба | Шпанија   | контакт       | 2000. |
| Морсо   | Данска    | контакт       | 2000. |
| Извор   |           |               |       |